# 11 Tour / Acoustic Show
11 Tour / Acoustic Show è  il tour musicale a supporto dell'album 11 pubblicato nel marzo del 2008 dal cantante rock canadese Bryan Adams.
Il tour ha continuità con il precedente Anthology Tour, Adams ha iniziato il tour "11 concerti, 11 città", con concerti in 11 paesi diversi in soli 11 giorni. Gli spettacoli intimi in alcuni luoghi spettacolari vedranno Adams eseguire un set acustico, sul palco, solo con la sua chitarra e armonica.
Le città che sono tappa dell' "11 concerti, 11 città" sono: Lisbona, Barcellona, Milano, Amburgo, Londra, Parigi, Amsterdam, Bruxelles, Zurigo, Vienna, Copenaghen.
Adams ha continuato a promuovere il suo album, parte durante l'estate il tour full-band: in alcune date negli Stati Uniti d'America divide il palco con la rock-band Foreigner e in altre con Rod Stewart.
Più tardi, in un'intervista, gli è stato chiesto quale canzone migliore sentiva suonare acusticamente, Adams ha risposto:
In Italia svolge due date a Milano il 9 marzo 2008 presso il Metropol ; ll 2 ottobre 2008 presso il Teatro Smeraldo.

## 11 Tour / Acoustic Show 2008 -(date)
| Numero | Data     | Luogo                                                                    | Bandiera               | Nazione               |
| ------ | -------- | ------------------------------------------------------------------------ | ---------------------- | --------------------- |
| 1      | 07/03/08 | Maxime Cabaret, Lisbona (concerto acustico)                              | Portogallo (bandiera)  | Portogallo            |
| 2      | 08/03/08 | Espacio Movistar, Barcellona (concerto acustico)                         | Spagna (bandiera)      | Spagna                |
| 3      | 09/03/08 | Teatro Metropol, Milano (concerto acustico)                              | Italia (bandiera)      | Italia                |
| 4      | 10/03/08 | St Pauli Theatre, Amburgo (concerto acustico)                            | Germania (bandiera)    | Germania              |
| 5      | 11/03/08 | St James Church, Piccadilly, Londra (concerto acustico)                  | -                      | Regno Unito           |
| 6      | 12/03/08 | Reservoir, Parigi (concerto acustico)                                    | Francia (bandiera)     | Francia               |
| 7      | 13/03/08 | De Koepelkerk, Amsterdam (concerto acustico)                             | Paesi Bassi (bandiera) | Paesi Bassi           |
|        | 14/03/08 | Vaudeville, Bruxelles (concerto acustico)                                | Belgio (bandiera)      | Belgio                |
| 9      | 15/03/08 | Kaufleuten Festsaal, Zurigo (concerto acustico)                          | Svizzera (bandiera)    | Svizzera              |
| 10     | 16/03/08 | Birdland, Vienna (concerto acustico)                                     | Austria (bandiera)     | Austria               |
| 11     | 17/03/08 | Pakhus 11, Copenaghen (concerto acustico)                                | Danimarca (bandiera)   | Danimarca             |
| 12     | 20/03/08 | St Andrews Wesley Church, Vancouver, BC (concerto acustico)              | Canada (bandiera)      | Canada                |
| 13     | 06/04/08 | Explanda De Estadio Monumental, Lima                                     | Perù (bandiera)        | Perù                  |
| 14     | 08/04/08 | Coliseo Ruminhaui, Quito                                                 | Ecuador (bandiera)     | Ecuador               |
| 15     | 09/04/08 | Coliseo Cubierto Campin, Bogotà                                          | Colombia (bandiera)    | Colombia              |
| 16     | 11/04/08 | Arena Santiago, Santiago del Cile                                        | Cile (bandiera)        | Cile                  |
| 17     | 12/04/08 | Luna Park, Buenos Aires                                                  | Argentina (bandiera)   | Argentina             |
| 18     | 13/04/08 | Luna Park, Buenos Aires                                                  | Argentina (bandiera)   | Argentina             |
| 19     | 14/04/08 | Court Central Yacht and Golf Club, Asunción                              | Paraguay (bandiera)    | Paraguay              |
| 20     | 15/04/08 | Teatro De Verano, Montevideo                                             | Uruguay (bandiera)     | Uruguay               |
| 21     | 16/04/08 | San Paolo                                                                | Brasile (bandiera)     | Brasile               |
| 22     | 18/04/08 | Someone's Living Room, Città del Messico (concerto acustico)             | Messico (bandiera)     | Messico               |
| 23     | 02/05/08 | The Fillmore @ TLA, Philadelphia, PA (concerto acustico)                 | Stati Uniti (bandiera) | Stati Uniti d'America |
| 24     | 03/05/08 | Concert Hall, New York, NY (concerto acustico)                           | Stati Uniti (bandiera) | Stati Uniti d'America |
| 25     | 04/05/08 | Recher Theatre, Towson, MD (concerto acustico)                           | Stati Uniti (bandiera) | Stati Uniti d'America |
| 26     | 05/05/08 | Toad's Place, New Haven, CT (concerto acustico)                          | Stati Uniti (bandiera) | Stati Uniti d'America |
| 27     | 06/05/08 | Paradise Rock Club, Boston, MA (concerto acustico)                       | Stati Uniti (bandiera) | Stati Uniti d'America |
| 28     | 07/05/08 | Town Ballroom, Buffalo, NY (concerto acustico)                           | Stati Uniti (bandiera) | Stati Uniti d'America |
| 29     | 08/05/08 | The Water Street Music Hall, Rochester, NY (concerto acustico)           | Stati Uniti (bandiera) | Stati Uniti d'America |
| 30     | 09/05/08 | Lewis Swyer Theatre, The Egg, Albany, NY (concerto acustico)             | Stati Uniti (bandiera) | Stati Uniti d'America |
| 31     | 10/05/08 | Sixth & I Historical Synagogue, Washington, DC (concerto acustico)       | Stati Uniti (bandiera) | Stati Uniti d'America |
| 32     | 12/05/08 | YMCA Boulton Center, Long Island, NY (concerto acustico)                 | Stati Uniti (bandiera) | Stati Uniti d'America |
| 33     | 13/05/08 | New Daisy Theatre, Memphis, TN (concerto acustico)                       | Stati Uniti (bandiera) | Stati Uniti d'America |
| 34     | 14/05/08 | B.B. Kings Blues Club, Orlando, FL (concerto acustico)                   | Stati Uniti (bandiera) | Stati Uniti d'America |
| 35     | 15/05/08 | Southern Theatre, Columbus, OH (concerto acustico)                       | Stati Uniti (bandiera) | Stati Uniti d'America |
| 36     | 16/05/08 | Pantages Theatre, Minneapolis, MN (concerto acustico)                    | Stati Uniti (bandiera) | Stati Uniti d'America |
| 37     | 17/05/08 | The Independent, San Francisco, CA (concerto acustico)                   | Stati Uniti (bandiera) | Stati Uniti d'America |
| 38     | 19/05/08 | The Roxy Theatre, Hollywood, Los Angeles, CA (concerto acustico)         | Stati Uniti (bandiera) | Stati Uniti d'America |
| 39     | 30/05/08 | Molleparken, Aalborg                                                     | Danimarca (bandiera)   | Danimarca             |
| 40     | 31/05/08 | Tusindarsskoven, Odense                                                  | Danimarca (bandiera)   | Danimarca             |
| 41     | 01/06/08 | Jelling Festival, Jelling                                                | Danimarca (bandiera)   | Danimarca             |
| 42     | 02/06/08 | Hillerod Stadion, Hillerød                                               | Danimarca (bandiera)   | Danimarca             |
| 43     | 03/06/08 | Scalateatern, Stoccolma (concerto acustico)                              | Svezia (bandiera)      | Svezia                |
| 44     | 04/06/08 | Torsvollur Stadium, Tórshavn                                             | Fær Øer (bandiera)     | Fær Øer               |
| 45     | 06/06/08 | Aspmyra Stadium, Bodø                                                    | Norvegia (bandiera)    | Norvegia              |
| 46     | 07/06/08 | Alfheim Stadium, Tromsø                                                  | Norvegia (bandiera)    | Norvegia              |
| 47     | 20/06/08 | Newmarket Racecourse, Newmarket                                          | -                      | Regno Unito           |
| 48     | 12/07/08 | Audi Forum, Piazza, Ingolstadt                                           | Germania (bandiera)    | Germania              |
| 49     | 15/07/08 | Augusta Civic Center, Augusta, ME (con Foreigner)                        | Stati Uniti (bandiera) | Stati Uniti d'America |
| 50     | 16/07/08 | Foxwoods Casino, Mashantucket, CT                                        | Stati Uniti (bandiera) | Stati Uniti d'America |
| 51     | 17/07/08 | Grand Opera House, Wilmington, DE (concerto acustico)                    | Stati Uniti (bandiera) | Stati Uniti d'America |
| 52     | 18/07/08 | N-Telos Wireless Pavillion, Portsmouth, VA (con Foreigner)               | Stati Uniti (bandiera) | Stati Uniti d'America |
| 53     | 19/07/08 | Verizon Wireless Amphitheatre, Charlotte, NC (con Foreigner)             | Stati Uniti (bandiera) | Stati Uniti d'America |
| 54     | 20/07/08 | Verizon Wireless Amphitheatre, Alpharetta, GA (con Foreigner)            | Stati Uniti (bandiera) | Stati Uniti d'America |
| 55     | 21/07/08 | Charleston Music Hall, Charleston, SC (concerto acustico)                | Stati Uniti (bandiera) | Stati Uniti d'America |
| 56     | 22/07/08 | Veteran's Memorial Arena, Jacksonville, FL (con Foreigner)               | Stati Uniti (bandiera) | Stati Uniti d'America |
| 57     | 23/07/08 | House Of Blues, New Orleans, LA (concerto acustico)                      | Stati Uniti (bandiera) | Stati Uniti d'America |
| 58     | 24/07/08 | Verizon Wireless Amphitheatre, Selma, San Antonio, TX (con Foreigner)    | Stati Uniti (bandiera) | Stati Uniti d'America |
| 59     | 25/07/08 | Cynthia Woods Mitchell Pavillion, Woodlands, Houston, TX (con Foreigner) | Stati Uniti (bandiera) | Stati Uniti d'America |
| 60     | 26/07/08 | Superpages.com Center, Dallas, TX (con Foreigner)                        | Stati Uniti (bandiera) | Stati Uniti d'America |
| 61     | 29/07/08 | El Capitan Entertainment Center, Hollywood, Los Angeles, CA              | Stati Uniti (bandiera) | Stati Uniti d'America |
| 62     | 30/07/08 | Mid-State Fair, Paso Robles, CA (con Rod Stewart)                        | Stati Uniti (bandiera) | Stati Uniti d'America |
| 63     | 01/08/08 | Verizon Wireless Amphitheater, Irvine, CA (con Rod Stewart)              | Stati Uniti (bandiera) | Stati Uniti d'America |
| 64     | 02/08/08 | MGM Grand Garden Arena, Las Vegas, NV (con Rod Stewart)                  | Stati Uniti (bandiera) | Stati Uniti d'America |
| 65     | 03/08/08 | Pabst Theater, Milwaukee, WI (concerto acustico)                         | Stati Uniti (bandiera) | Stati Uniti d'America |
| 66     | 04/08/08 | The Sheldon Concert Hall, St Louis, MO (concerto acustico)               | Stati Uniti (bandiera) | Stati Uniti d'America |
| 67     | 05/08/08 | Sears Centre, Chicago, IL (con Rod Stewart)                              | Stati Uniti (bandiera) | Stati Uniti d'America |
| 68     | 06/08/08 | DTE Energy Music Theatre, Clarkston, MI (con Rod Stewart)                | Stati Uniti (bandiera) | Stati Uniti d'America |
| 69     | 07/08/08 | The Byham Theater, Pittsburgh, PA (concerto acustico)                    | Stati Uniti (bandiera) | Stati Uniti d'America |
| 70     | 08/08/08 | Riverbend Music Center, Cincinnati, OH (con Rod Stewart)                 | Stati Uniti (bandiera) | Stati Uniti d'America |
| 71     | 09/08/08 | Blossom Music Center, Cuyahoga Falls, OH (con Rod Stewart)               | Stati Uniti (bandiera) | Stati Uniti d'America |
| 72     | 03/09/08 | Bethany Community Church, St Catherines, ON (concerto acustico)          | Canada (bandiera)      | Canada                |
| 73     | 04/09/08 | Carlu Concert Hall, Toronto, ON (concerto acustico)                      | Canada (bandiera)      | Canada                |
| 74     | 05/09/08 | Carlu Concert Hall, Toronto, ON (concerto acustico)                      | Canada (bandiera)      | Canada                |
| 75     | 08/09/08 | The Early Show, Plaza, New York, NY                                      | Stati Uniti (bandiera) | Stati Uniti d'America |
| 76     | 19/09/08 | Peace Concert, Rikhe Square, Tbilisi                                     | Georgia (bandiera)     | Georgia               |
| 77     | 20/09/08 | Izvor Park, Bucarest                                                     | Romania (bandiera)     | Romania               |
| 78     | 21/09/08 | Peace One Day, Royal Albert Hall, Londra                                 | -                      | Regno Unito           |
| 79     | 22/09/08 | Zenith, Parigi                                                           | Francia (bandiera)     | Francia               |
| 80     | 23/09/08 | Hallenstadion, Zurigo                                                    | Svizzera (bandiera)    | Svizzera              |
| 81     | 24/09/08 | Olympiahalle, Monaco di Baviera                                          | Germania (bandiera)    | Germania              |
| 82     | 25/09/08 | Jako Arena, Bamberg                                                      | Germania (bandiera)    | Germania              |
| 83     | 26/09/08 | Velodrom, Berlino                                                        | Germania (bandiera)    | Germania              |
| 84     | 28/09/08 | Ballerup Super Arena, Copenaghen                                         | Danimarca (bandiera)   | Danimarca             |
| 85     | 29/09/08 | Color Line Arena, Amburgo                                                | Germania (bandiera)    | Germania              |
| 86     | 30/09/08 | Sportspalais, Anversa                                                    | Belgio (bandiera)      | Belgio                |
| 87     | 01/10/08 | The Ahoy, Rotterdam                                                      | Paesi Bassi (bandiera) | Paesi Bassi           |
| 88     | 02/10/08 | Teatro Smeraldo, Milano (concerto acustico)                              | Italia (bandiera)      | Italia                |
| 89     | 03/10/08 | Pavelló Olímpic, Badalona, Barcellona                                    | Spagna (bandiera)      | Spagna                |
| 90     | 04/10/08 | Race Village, Puerto De Alicante, Alicante                               | Spagna (bandiera)      | Spagna                |
| 91     | 11/10/08 | Mixfest, Bank Of America Pavillion, Boston, MA                           | Stati Uniti (bandiera) | Stati Uniti d'America |
| 92     | 25/10/08 | Trent FM Arena, Nottingham                                               | -                      | Regno Unito           |
| 93     | 26/10/08 | Caird Hall, Dundee (concerto acustico)                                   | -                      | Regno Unito           |
| 94     | 27/10/08 | SECC, Glasgow                                                            | -                      | Regno Unito           |
| 95     | 28/10/08 | Liverpool Echo Arena, Liverpool                                          | -                      | Regno Unito           |
| 96     | 29/10/08 | Sheffield Arena, Sheffield                                               | -                      | Regno Unito           |
| 97     | 30/10/08 | M.E.N. Arena, Manchester                                                 | -                      | Regno Unito           |
| 98     | 31/10/08 | Grand Opera House, York (concerto acustico)                              | -                      | Regno Unito           |
| 99     | 01/11/08 | Metro Radio Arena, Newcastle                                             | -                      | Regno Unito           |
| 100    | 02/11/08 | LG Arena, NEC, Birmingham                                                | -                      | Regno Unito           |
| 101    | 03/11/08 | Cardiff International Arena, Cardiff                                     | -                      | Regno Unito           |
| 102    | 05/11/08 | O2 Arena, Londra                                                         | -                      | Regno Unito           |
| 103    | 06/11/08 | Old Billingsgate, Londra                                                 | -                      | Regno Unito           |
| 104    | 28/11/08 | Town Hall, Seattle, WA (concerto acustico)                               | Stati Uniti (bandiera) | Stati Uniti d'America |
| 105    | 30/11/08 | McDonald Theatre, Eugene, OR (concerto acustico)                         | Stati Uniti (bandiera) | Stati Uniti d'America |
| 106    | 02/12/08 | Palace Of Fine Arts, San Francisco, CA (concerto acustico)               | Stati Uniti (bandiera) | Stati Uniti d'America |
| 107    | 03/12/08 | Golden State Theatre, Monterey, CA (concerto acustico)                   | Stati Uniti (bandiera) | Stati Uniti d'America |
| 108    | 04/12/08 | Tower Theater, Fresno, CA (concerto acustico)                            | Stati Uniti (bandiera) | Stati Uniti d'America |
| 109    | 05/12/08 | The Wiltern, Los Angeles, CA (concerto acustico)                         | Stati Uniti (bandiera) | Stati Uniti d'America |
| 110    | 06/12/08 | Fox Theatre, Tucson, AZ (concerto acustico)                              | Stati Uniti (bandiera) | Stati Uniti d'America |
| 111    | 07/12/08 | Ikeda Theater, Mesa Arts Center, Mesa, AZ (concerto acustico)            | Stati Uniti (bandiera) | Stati Uniti d'America |
| 112    | 17/12/08 | Charity Concert, City Hall, Sheffield                                    | -                      | Regno Unito           |

### 11 Tour / Acoustic Show 2009 -(date)
| Numero | Data     | Luogo                                                                       | Bandiera               | Nazione               |
| ------ | -------- | --------------------------------------------------------------------------- | ---------------------- | --------------------- |
| 113    | 06/01/09 | King Center, Melbourne, FL (concerto acustico)                              | Stati Uniti (bandiera) | Stati Uniti d'America |
| 114    | 07/01/09 | Parker Playhouse, Ft Lauderdale, FL (concerto acustico)                     | Stati Uniti (bandiera) | Stati Uniti d'America |
| 115    | 08/01/09 | Ruth Eckerd Hall, Clearwater, FL (concerto acustico)                        | Stati Uniti (bandiera) | Stati Uniti d'America |
| 116    | 09/01/09 | Curtis M Phillips Center, Gainesville, FL (concerto acustico)               | Stati Uniti (bandiera) | Stati Uniti d'America |
| 117    | 10/01/09 | Saenger Theatre, Mobile, AL (concerto acustico)                             | Stati Uniti (bandiera) | Stati Uniti d'America |
| 118    | 11/01/09 | Ryman Auditorium, Nashville, TN (concerto acustico)                         | Stati Uniti (bandiera) | Stati Uniti d'America |
| 119    | 12/01/09 | Bijou Theatre, Knoxville, TN (concerto acustico)                            | Stati Uniti (bandiera) | Stati Uniti d'America |
| 120    | 13/01/09 | Lyell B Clay Concert Theatre, Morgantown, VA (concerto acustico)            | Stati Uniti (bandiera) | Stati Uniti d'America |
| 121    | 14/01/09 | Carolina Theatre, Durham, NC (concerto acustico)                            | Stati Uniti (bandiera) | Stati Uniti d'America |
| 122    | 15/01/09 | Opera House, Lexington, KY (concerto acustico)                              | Stati Uniti (bandiera) | Stati Uniti d'America |
| 123    | 16/01/09 | Symphony Hall, Atlanta, GA (concerto acustico)                              | Stati Uniti (bandiera) | Stati Uniti d'America |
| 124    | 07/02/09 | McPherson Playhouse, Victoria, BC (concerto acustico)                       | Canada (bandiera)      | Canada                |
| 125    | 08/02/09 | Port Theatre, Nanaimo, BC (concerto acustico)                               | Canada (bandiera)      | Canada                |
| 126    | 09/02/09 | Community Theatre, Kelowna, BC (concerto acustico)                          | Canada (bandiera)      | Canada                |
| 127    | 10/02/09 | Jack Singer Hall, ECPA, Calgary, AB (concerto acustico)                     | Canada (bandiera)      | Canada                |
| 128    | 11/02/09 | Winspear Center, Edmonton, AB (concerto acustico)                           | Canada (bandiera)      | Canada                |
| 129    | 12/02/09 | Conexus Arts Center, Regina, SK (concerto acustico)                         | Canada (bandiera)      | Canada                |
| 130    | 13/02/09 | Pantages Theatre, Winnipeg, MAN (concerto acustico)                         | Canada (bandiera)      | Canada                |
| 131    | 07/03/09 | Canadian Grocery Gala, Metro Convention Centre, Toronto, ON                 | Canada (bandiera)      | Canada                |
| 132    | 08/03/09 | Sudbury Arena, Sudbury, ON                                                  | Canada (bandiera)      | Canada                |
| 133    | 09/03/09 | Essar Center, Sault St. Marie, ON                                           | Canada (bandiera)      | Canada                |
| 134    | 10/03/09 | Copps Coliseum, Hamilton, ON                                                | Canada (bandiera)      | Canada                |
| 135    | 11/03/09 | Barrie Molson Center, Barrie, ON                                            | Canada (bandiera)      | Canada                |
| 136    | 12/03/09 | K-Rock Center, Kingston, ON                                                 | Canada (bandiera)      | Canada                |
| 137    | 13/03/09 | Memorial Center, Peterborough, ON                                           | Canada (bandiera)      | Canada                |
| 138    | 14/03/09 | John Labatt Center, London, ON                                              | Canada (bandiera)      | Canada                |
| 139    | 02/04/09 | Strand Theater, York, PA (concerto acustico)                                | Stati Uniti (bandiera) | Stati Uniti d'America |
| 140    | 03/04/09 | Beacon Theatre, New York, NY (concerto acustico)                            | Stati Uniti (bandiera) | Stati Uniti d'America |
| 141    | 04/04/09 | Beacon Theatre, New York, NY (concerto acustico)                            | Stati Uniti (bandiera) | Stati Uniti d'America |
| 142    | 05/04/09 | Warner Theatre, Torrington, CT (concerto acustico)                          | Stati Uniti (bandiera) | Stati Uniti d'America |
| 143    | 06/04/09 | Shubert Theatre, New Haven, CT (concerto acustico)                          | Stati Uniti (bandiera) | Stati Uniti d'America |
| 144    | 07/04/09 | Hagerstown, MD (concerto acustico)                                          | Stati Uniti (bandiera) | Stati Uniti d'America |
| 145    | 08/04/09 | Warner Theatre, Washington (concerto acustico)                              | Stati Uniti (bandiera) | Stati Uniti d'America |
| 146    | 05/05/09 | CMT Crossroads, Jamison Hall, The Factory, Franklin, TN (concerto acustico) | Stati Uniti (bandiera) | Stati Uniti d'America |
| 147    | 07/05/08 | Brown Theatre, Kentucky Center, Louisville, KY (concerto acustico)          | Stati Uniti (bandiera) | Stati Uniti d'America |
| 148    | 08/05/09 | Capitol Theatre, Madison, WI (concerto acustico)                            | Stati Uniti (bandiera) | Stati Uniti d'America |
| 149    | 09/05/09 | Oriental Theater, Ford Center, Chicago, IL (concerto acustico)              | Stati Uniti (bandiera) | Stati Uniti d'America |
| 150    | 10/05/09 | Hoyt Sherman Auditorium, Des Moines, IA (concerto acustico)                 | Stati Uniti (bandiera) | Stati Uniti d'America |
| 151    | 11/05/09 | Presentation Hall, Mayo Civic Center, Rochester, MN (concerto acustico)     | Stati Uniti (bandiera) | Stati Uniti d'America |
| 152    | 12/05/09 | State Theater, Kalamazoo, MI (concerto acustico)                            | Stati Uniti (bandiera) | Stati Uniti d'America |
| 153    | 01/06/09 | Cullen Theater, Wortham Center, Houston, TX (concerto acustico)             | Stati Uniti (bandiera) | Stati Uniti d'America |
| 154    | 02/06/09 | Paramount Theater, Austin, TX (concerto acustico)                           | Stati Uniti (bandiera) | Stati Uniti d'America |
| 155    | 03/06/09 | Majestic Theater, Dallas, TX (concerto acustico)                            | Stati Uniti (bandiera) | Stati Uniti d'America |
| 156    | 04/06/09 | Rose State Performing Arts Theater, Midwest City, OK (concerto acustico)    | Stati Uniti (bandiera) | Stati Uniti d'America |
| 157    | 05/06/09 | Orpheum Theater, Wichita, KS (concerto acustico)                            | Stati Uniti (bandiera) | Stati Uniti d'America |
| 158    | 06/06/09 | Uptown Theater, Kansas City, MO (concerto acustico)                         | Stati Uniti (bandiera) | Stati Uniti d'America |
| 159    | 07/06/09 | Holland Performing Arts Center, Omaha, NE (concerto acustico)               | Stati Uniti (bandiera) | Stati Uniti d'America |
| 160    | 02/07/09 | Brighton Dome, Brighton (concerto acustico)                                 | -                      | Regno Unito           |
| 161    | 03/07/09 | Liverpool Empire, Liverpool (concerto acustico)                             | -                      | Regno Unito           |
| 162    | 04/07/09 | City Hall, Newcastle (concerto acustico)                                    | -                      | Regno Unito           |
| 163    | 05/07/09 | Royal Concert Hall, Nottingham (concerto acustico)                          | -                      | Regno Unito           |
| 164    | 06/07/09 | New Theatre, Oxford (concerto acustico)                                     | -                      | Regno Unito           |
| 165    | 07/07/09 | Guildhall, Southampton (concerto acustico)                                  | -                      | Regno Unito           |
| 166    | 08/08/09 | Maurice O'Bready, Sherbrooke, QC (concerto acustico)                        | Canada (bandiera)      | Canada                |
| 167    | 09/08/09 | Grand Theatre, Québec, QC (concerto acustico)                               | Canada (bandiera)      | Canada                |
| 168    | 10/08/09 | Place Des Arts, Montréal, QC (concerto acustico)                            | Canada (bandiera)      | Canada                |
| 169    | 11/08/09 | Place Des Arts, Montréal, QC (concerto acustico)                            | Canada (bandiera)      | Canada                |
| 170    | 12/08/09 | National Art Center, Ottawa, ON (concerto acustico)                         | Canada (bandiera)      | Canada                |
| 171    | 13/08/09 | Massey Hall, Toronto, ON (concerto acustico)                                | Canada (bandiera)      | Canada                |
| 172    | 14/08/09 | Roy Thomson Hall, Toronto, ON (concerto acustico)                           | Canada (bandiera)      | Canada                |
| 173    | 15/08/09 | Massey Hall, Toronto, ON (concerto acustico)                                | Canada (bandiera)      | Canada                |
| 174    | 04/09/09 | Telus Field, Edmonton, AB                                                   | Canada (bandiera)      | Canada                |
| 175    | 26/09/09 | Paramount Theatre, Denver, CO (concerto acustico)                           | Stati Uniti (bandiera) | Stati Uniti d'America |
| 176    | 27/09/09 | Kingsbury Hall, Salt Lake City, UT (concerto acustico)                      | Stati Uniti (bandiera) | Stati Uniti d'America |
| 177    | 28/09/09 | Wilma Theatre, Missoula, MT (concerto acustico)                             | Stati Uniti (bandiera) | Stati Uniti d'America |
| 178    | 29/09/09 | Martin Woldson Theatre, Spokane, WA (concerto acustico)                     | Stati Uniti (bandiera) | Stati Uniti d'America |
| 179    | 30/09/09 | Telus Convention Center, Calgary, AB (concerto acustico)                    | Canada (bandiera)      | Canada                |
| 180    | 01/10/09 | Orpheum Theatre, Vancouver, BC (concerto acustico)                          | Canada (bandiera)      | Canada                |
| 181    | 02/10/09 | Orpheum Theatre, Vancouver, BC (concerto acustico)                          | Canada (bandiera)      | Canada                |
| 182    | 23/10/09 | Gusman Center, Miami, FL (concerto acustico)                                | Canada (bandiera)      | Canada                |
| 183    | 24/10/09 | Florida Theatre, Jacksonville, FL (concerto acustico)                       | Stati Uniti (bandiera) | Stati Uniti d'America |
| 184    | 25/10/09 | North Carolina Theatre, Greensboro, NC (concerto acustico)                  | Stati Uniti (bandiera) | Stati Uniti d'America |
| 185    | 26/10/09 | Sandler Center, Virginia Beach, VA (concerto acustico)                      | Stati Uniti (bandiera) | Stati Uniti d'America |
| 186    | 27/10/09 | Paramount Theatre, Charlottesville, VA (concerto acustico)                  | Stati Uniti (bandiera) | Stati Uniti d'America |
| 187    | 28/10/09 | Jefferson Center, Roanoke, VA (concerto acustico)                           | Stati Uniti (bandiera) | Stati Uniti d'America |
| 188    | 29/10/09 | Paramount Arts Theatre, Ashland, KY (concerto acustico)                     | Stati Uniti (bandiera) | Stati Uniti d'America |
| 189    | 07/11/09 | Stadhalle, Vienna (concerto acustico)                                       | Austria (bandiera)     | Austria               |
| 190    | 08/11/09 | Dogana, Innsbruck (concerto acustico)                                       | Austria (bandiera)     | Austria               |
| 191    | 09/11/09 | KKL, Lucerna (concerto acustico)                                            | Svizzera (bandiera)    | Svizzera              |
| 192    | 10/11/09 | Festspielhaus, Baden-Baden (concerto acustico)                              | Germania (bandiera)    | Germania              |
| 193    | 11/11/09 | Jahrhunderthalle, Francoforte sul Meno (concerto acustico)                  | Germania (bandiera)    | Germania              |
| 194    | 12/11/09 | Stadsschouwburg, Anversa (concerto acustico)                                | Belgio (bandiera)      | Belgio                |
| 195    | 13/11/09 | Doelen, Rotterdam (concerto acustico)                                       | Paesi Bassi (bandiera) | Paesi Bassi           |
| 196    | 14/11/09 | Born Free Wild And Live, Royal Albert Hall, Londra                          | -                      | Regno Unito           |
| 197    | 04/12/09 | State Theatre, Minneapolis, MN (concerto acustico)                          | Stati Uniti (bandiera) | Stati Uniti d'America |
| 198    | 05/12/09 | Genessee Theatre, Waukegan, IL (concerto acustico)                          | Stati Uniti (bandiera) | Stati Uniti d'America |
| 199    | 06/12/09 | Rialto Square, Joliet, IL (concerto acustico)                               | Stati Uniti (bandiera) | Stati Uniti d'America |
| 200    | 07/12/09 | Blanche Touhill Performing Arts Center, St Louis, MS (concerto acustico)    | Stati Uniti (bandiera) | Stati Uniti d'America |
| 201    | 08/12/09 | Ford Center, Dearborn, MI (concerto acustico)                               | Stati Uniti (bandiera) | Stati Uniti d'America |
| 202    | 09/12/09 | Kirby Center, Wilkes Barrie, PA (concerto acustico)                         | Stati Uniti (bandiera) | Stati Uniti d'America |
| 203    | 10/12/09 | State Theatre, Nuovo Brunswick, NJ (concerto acustico)                      | Stati Uniti (bandiera) | Stati Uniti d'America |

## Band di supporto
- Bryan Adams - Chitarra, Cantante
- Keith Scott - Chitarra
- Mickey Curry - Batteria
- Gary Breit  - Tastiere
- Norm Fisher - Basso

### Band di supporto - Acoustic Show
- Bryan Adams - Chitarra, Cantante
- Gary Breit  - Pianoforte

## Lista delle canzoni

### Lista delle canzoni -Bryan Adams at O2 Arena, Londra, 2008
La setlist di Bryan Adams in concerto presso la O2 Arena di Londra :
- Can't Stop This Thing We Started

(Acoustic on B-stage)
- Please Forgive Me

(Acoustic on B-stage)
- The Best of Me
- Somebody
- Hearts on Fire
- 18 til I Die
- Let's Make a Night to Remember
- Back to You
- I Ain't Losin' the Fight
- Summer of '69
- (Everything I Do) I Do It for You
- Cuts Like a Knife
- When You're Gone

(With Melanie C)
- Thought I'd Died And Gone To Heaven
- She's Only Happy When She's Dancin'
- Way of the World
- Heaven
- It's Only Love
- Take Me Back
- Have You Ever Really Loved a Woman?
- The Only Thing That Looks Good on Me Is You
- I Thought I'd Seen Everything
- Run to You

Encore:
- Cloud #9
- C'mon Everybody

(Eddie Cochran cover)
- Straight from the Heart

(Acoustic)
- When the Night Comes

(Acoustic)
- Walk on By

(Acoustic)
- All for Love

### Lista delle canzoni -Bryan Adams at Capitol Theater @ Overture Center for the Arts, Madison 2009
La setlist di Bryan Adams in concerto acustico presso il Capitol Theater a Madison :
- Run to You
- Tonight We Have the Stars
- Back to You
- Here I Am
- Hearts on Fire
- Can't Stop This Thing We Started
- I Thought I'd Seen Everything
- When You Love Someone
- Heat of the Night
- Seven Spanish Angels

(Willie Nelson cover)
- Not Romeo Not Juliet
- Cuts Like a Knife
- Mysterious Ways
- This Time
- Please Forgive Me
- Summer of '69
- Walk on By
- Heaven
- The Right Place
- The Only Thing That Looks Good on Me Is You

Encore:
- Somebody
- Have You Ever Really Loved a Woman?
- (Everything I Do) I Do It for You
- Straight from the Heart
- Free Bird

(Lynyrd Skynyrd cover)
- All for Love